# Beaton Creek
Beaton Creek är ett vattendrag i Kanada.   Det ligger i provinsen British Columbia, i den södra delen av landet, 3 100 km väster om huvudstaden Ottawa.
I omgivningarna runt Beaton Creek växer i huvudsak barrskog. Trakten runt Beaton Creek är nära nog obefolkad, med mindre än två invånare per kvadratkilometer.